# パイプカズラ
パイプカズラ Aristlochia elegans M. T. Mast. はウマノスズクサ科の植物の1つ。日本のオオバウマノスズクサの花を極端に大きくしたような花をつけ、観賞用に栽培される。

## 特徴
常緑性のつる性低木。全株に毛がない。葉には長い葉柄があり、葉身は心臓型で先端は次第に細くなって尖り、長さ2.5-6cm。花は葉腋から出て長い花柄の先に単独で生じる。花筒は黄緑色でＵの字に曲がり、その先の広がった舷部は膨らんで先が開き、正面からは長楕円形に見える。この部分は長さ7-8cmあり、内側は黄色で広がった部分全体は黒紫色でビロード状となっており、そこに白い斑紋がある。
学名の種小名は『優美な』の意であり、和名としてはサラサバナも用いられる。

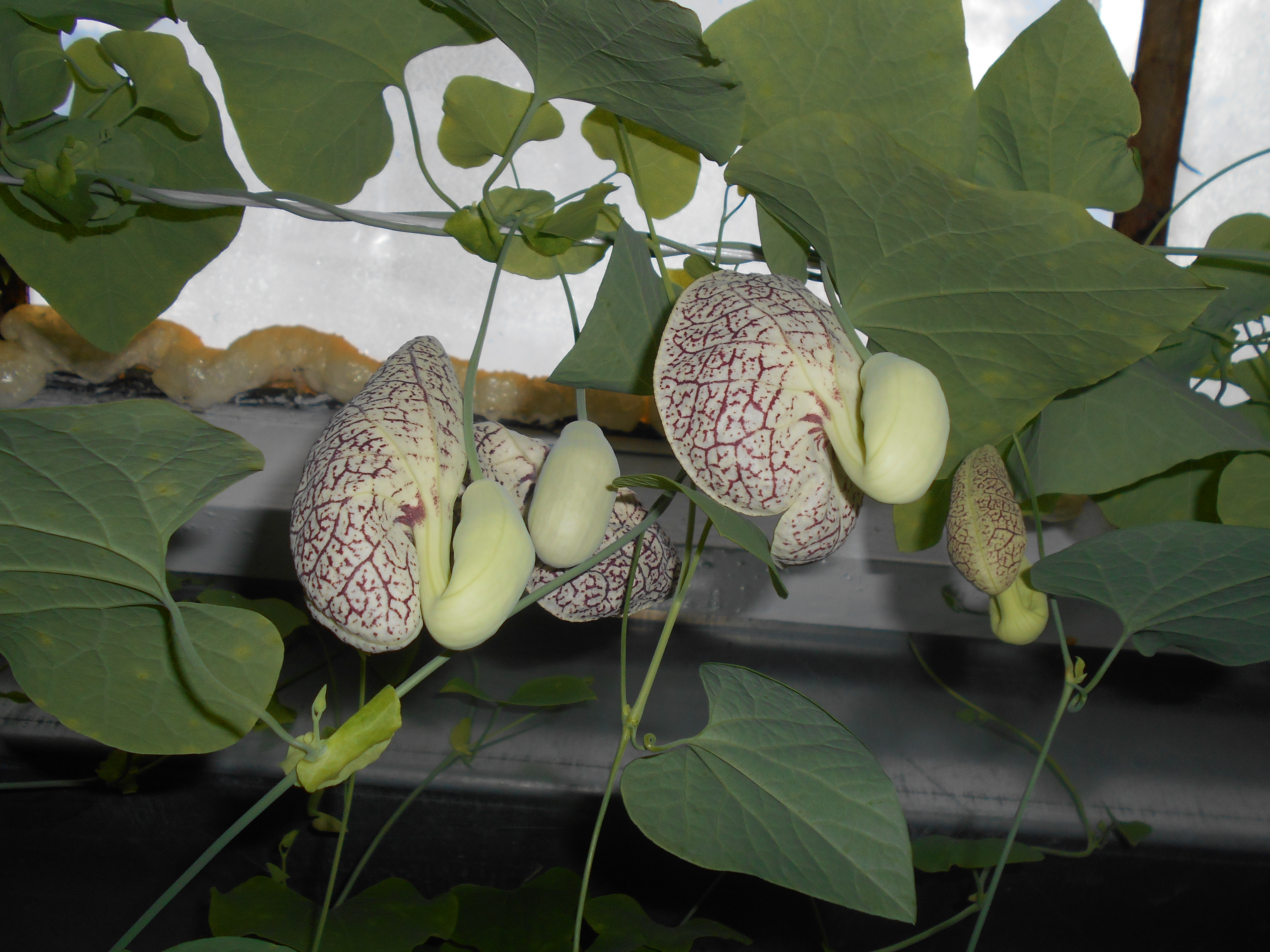
蕾の側面
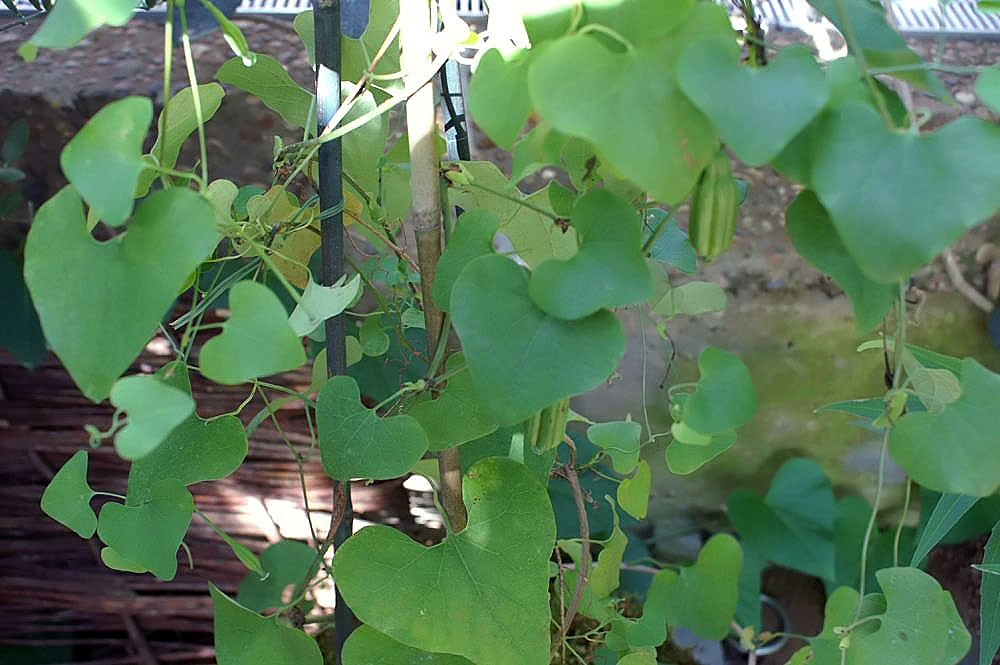
葉の様子
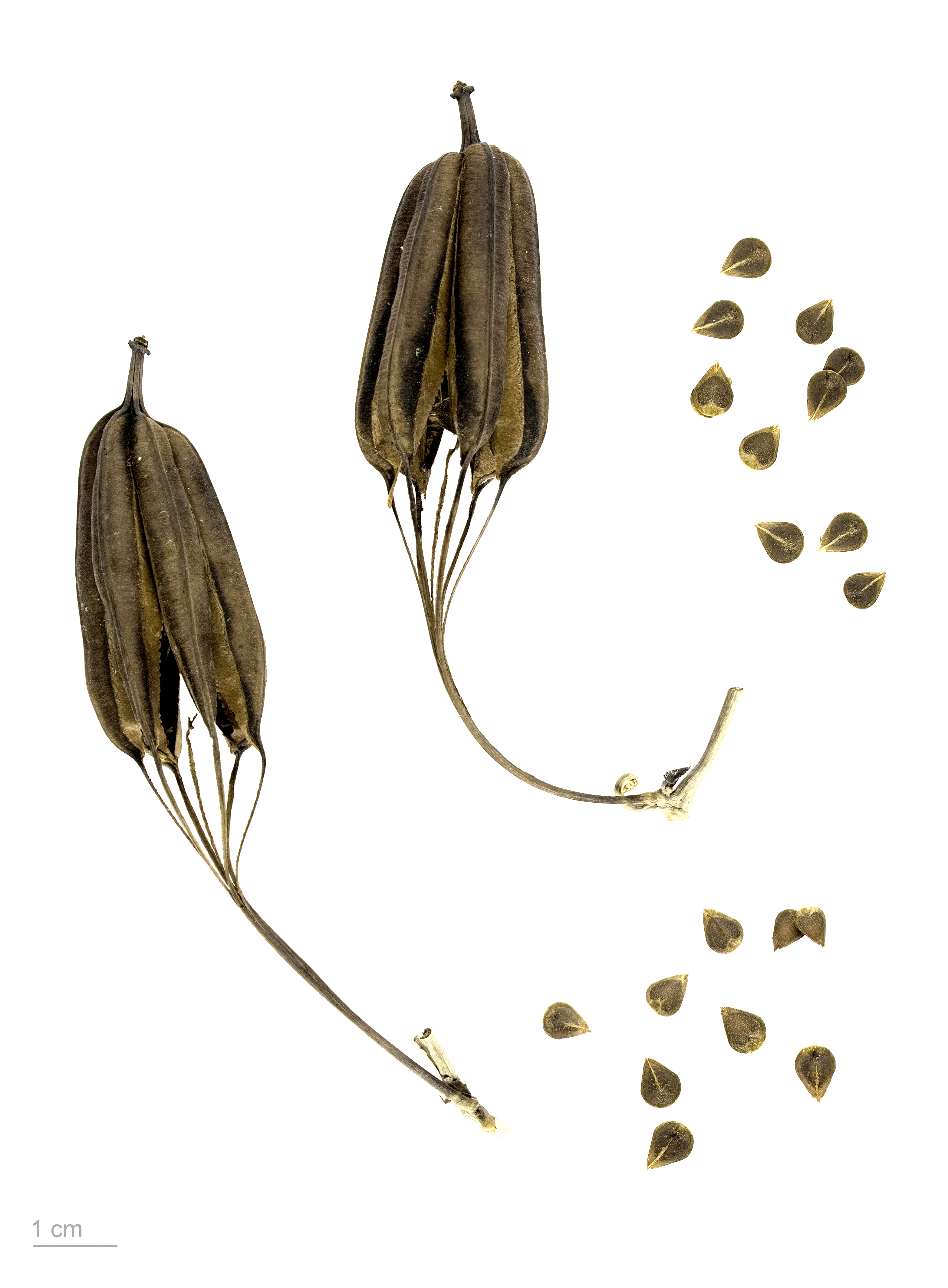
果実と種子

## 分布
原産地はブラジルで、温室栽培が各地で行われる。

## 類似種
同属のアリストロキア・ギガンテア（A. gigantea）は形が似ているが花の大きさが長さ23cm、幅19cmにもなる。またやはり同属のペリカンバナ（A. grandiflora）もやや似ていて、舷部の下が尾状に伸び、オオパイプカズラの和名で呼ばれることがある。

## 利用
温室で観賞用に栽培される。
発見者は D. Parodi で、1883年にブラジルのパラナ河で発見され、イギリスにはその年に標本が送られ、1885年には生品がイギリスに送られた。日本への渡来は昭和20年である。
なお、メキシコの伝統医療では本種は抗菌作用、抗腫瘍作用、下痢止め、解熱、蛇の咬傷やサソリ毒に対する効果があるとされてきた。その成分や薬効に関する研究も行われている。